# Каднак
Каднак (фр. Capdenac) насеље је и општина у јужној Француској у региону Миди Пирене, у департману Лот која припада префектури Фижак.
По подацима из 2011. године у општини је живело 1084 становника, а густина насељености је износила 99,45 становника/km². Општина се простире на површини од 10,90 km². Налази се на средњој надморској висини од 298 метара (максималној 369 m, а минималној 155 m).

## Демографија
| 1962. | 1968. | 1975. | 1982. | 1990. | 1999. | 2011. |
| ----- | ----- | ----- | ----- | ----- | ----- | ----- |
| 873   | 966   | 1.076 | 1.027 | 932   | 994   | 1.084 |

График промене броја становника у току последњих година